# Peter Fenwick
Peter Fenwick, all'anagrafe Peter Brooke Cadogan Fenwick (25 maggio 1935 – 22 novembre 2024), è stato un medico britannico noto per i suoi studi sull'epilessia e le esperienze ai confini della morte.

## Biografia
Fenwick si laureò al Trinity College di Cambridge, dove studiò Scienze Naturali. Fece poi esperienza nella clinica "St Thomas 'Hospital".
Fu neuropsicologo presso il Maudsley Hospital, l'ospedale universitario più avanzato in Gran Bretagna, il John Radcliffe Hospital di Oxford e il Broadmoor Hospital. Lavorò nel reparto di salute mentale presso l'Università di Southampton e gestì le visite professionali presso l'Istituto di Neuroscienze Riken in Giappone.
Fenwick fu presidente della "Fondazione per la ricerca Horizon", un'organizzazione sostenente la ricerca sulle esperienze ai confini della morte, e fu membro del comitato editoriale di numerose riviste, tra cui il "Journal of Neurology, Neurosurgery and Psychiatry", il "Journal of Consciousness Studies" e il "Journal of Epilepsyand Behaviour".
Fenwick fece parte del consiglio editoriale di varie riviste, il "Journal of Neurology, Neurosurgery and Psychiatry", il "Journal of Consciousness Studies" e il "Journal of Epilepsy and Behaviour".
Studiò a lungo le NDE, le esperienze di pre-morte, le visioni sul letto di morte e i fenomeni "di confine" ad essa collegati.

## Opere
- The Art of Dying Con Elizabeth Fenwick (Continuum, 2008)
- Past Lives: An Investigation into Reincarnation Memories con Elizabeth Fenwick (Berkley, 2001)
- The Hidden Door: Understanding and Controlling Dreams Con Elizabeth Fenwick (Berkley Publishing Group, 1999)
- The Truth in the Light: An Investigation of Over 300 Near-Death Experiences con Elizabeth Fenwick (Berkley Trade, 1997)
- Living with Epilepsy con Elizabeth Fenwick (Bloomsbury, 1996)